# قنطرة أبي برقوقة
قنطرة أبي برقوقة أو قنطرة الرصيف هي من أولى القناطر التي عرفتها مدينة فاس والمجاز بين عدوة القرويين وعدوة الأندلس، شيدها الأمير المغراوي دوناس بن حمامة (431-452هـ/1040-1060م) لتسهيل العبور بين العدوتين.

## الترميمات والإصلاحات
خضعت لعدة ترميمات وإصلاحات، وحملت اسم قنطرة الرصيف منذ العصر المريني، وتم تجديدها على يد السلطان أبي الحسن (731-749هـ/1331-1348م). جدد بناءها السلطان الوطاسي أبو العباس أحمد في منتصف سنة 951هـ/1549م. ثم رممت وجددت في عهد السلطان العلوي المولى رشيد سنة 1080هـ/1670م، على إثر السيل الذي هدمها إذاك، ثم رممت سنة 1115هـ/1704 على يد السلطان المولى إسماعيل، كما رممت مرتين في عهد المولى سليمان.

## الهدم
هدمت القنطرة التاريخية إبان تغطية «واد بوخرارب» في مطلع سبعينيات القرن العشرين، وضاعت بذلك معلمة حضارية أثرية نالت اهتمام وعناية الملوك والأمراء.